# Lasioglossum vergilianum
Lasioglossum vergilianum är en biart som först beskrevs av Pérez 1903.  Lasioglossum vergilianum ingår i släktet smalbin, och familjen vägbin. Inga underarter finns listade i Catalogue of Life.